# Hildegard Gosebrink

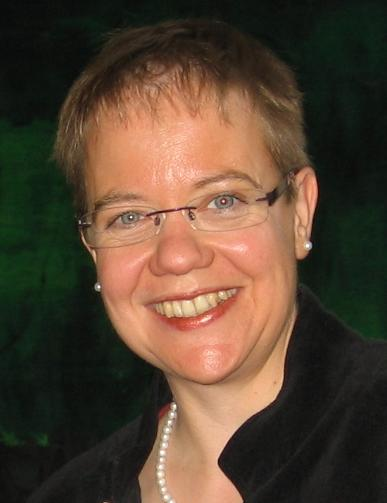
Hildegard Gosebrink (2012)

Hildegard Gosebrink (* 1969 in Heinsberg) ist eine deutsche römisch-katholische Theologin und systemische Supervisorin.

## Leben
Nach einem Studium der katholischen Theologie mit dem Abschluss Diplom 1994, sowie der Philosophie und Religionswissenschaft mit dem Abschluss M.A. 1995 in Bochum, Jerusalem und Würzburg war Hildegard Gosebrink von 1996 bis 2000 als Assistentin am Lehrstuhl für Moraltheologie der katholisch-theologischen  Fakultät der Universität Würzburg tätig. Im Jahr 2000 folgte die Promotion zur Dr. theol. an der katholisch-theologischen Fakultät der Universität Würzburg bei Bernhard Fraling mit einer Arbeit über „Pupilla castitatis – materia sanctitatis. Maria in der Theologie Hildegards von Bingen“.
In den Jahren 2000 bis 2001 arbeitete sie als Bildungsreferentin im Haus St. Ansgar, dem Bildungszentrum des Benediktinerklosters Nütschau im Erzbistum Hamburg. Von 2001 bis 2011 war sie Referentin für theologische Erwachsenenbildung und spirituelle Bildung im Kardinal-Döpfner-Haus in Freising, dem Bildungszentrum der Erzdiözese München und Freising. Von 2011 bis 2016 leitete sie als Rektorin das Martinushaus in Aschaffenburg in der Diözese Würzburg. Von 2016 bis 2019 war sie Leiterin der Geschäftsstelle der Arbeitsgemeinschaft Frauenseelsorge in Bayern. Am 24. Oktober 2019 schuf die Freisinger Bischofskonferenz die neue Arbeitsstelle Frauenseelsorge, die von Hildegard Gosebrink geleitet wird.
Gosebrink qualifizierte sich in Themenzentrierter Interaktion nach Ruth Cohn, Exerzitienbegleitung und Geistlicher Begleitung sowie als systemische Supervisorin. Sie ist Mitglied der Deutschen Gesellschaft für Supervision und Coaching, der Systemischen Gesellschaft und der 2018 gegründeten St. Hildegard-Akademie in Eibingen.

## Veröffentlichungen (Auswahl)

### Monographien
- Hildegard von Bingen begegnen (= Zeugen des Glaubens). Sankt Ulrich Verlag, Augsburg 2002, ISBN 3-929246-76-7.
- Maria in der Theologie Hildegards von Bingen (= Studien zur systematischen und spirituellen Theologie, Band 29). Echter, Würzburg 2004, ISBN 3-429-02292-4.
- Das Geheimnis schauen. Grundkurs christliche Mystik. Kösel, München 2007, ISBN 978-3-466-36744-3.
- Jeder Tag ein Schritt zu mir. Vier Wochen mit Frauen der Bibel. Schwabenverlag, Ostfildern 2010. ISBN 978-3-7966-1485-9
- Mit Sinn und Ziel. Spiritualität im Führungsalltag. Patmos, Ostfildern 2015. ISBN 978-3-8436-0658-5.
- Hildegard von Bingen: Die Welt ist voll Licht. Information – Deutung – Anregungen. Patmos, Ostfildern 2022. ISBN 978-3-8436-1401-6.

### Artikel
- Chairpersonprinzip und interreligiöser Dialog. In: Themenzentrierte Interaktion 21. Jahrgang, Heft 2, 2007, S. 34–39.
- Hochzeit der Menschwerdung. Die Hochzeit zu Kana bei Hildegard von Bingen (Erstübersetzung und Kommentar). In: GUL Jahrgang 81, 2008, S. 50–63.
- Unbefleckte Empfängnis Mariens? Marianische Dimensionen hildegardischer Christologie. In: Rainer Berndt, Maura Zátonyi (Hrsg.): Unversehrt und unverletzt. Hildegards von Bingen Menschenbild und Kirchenverständnis heute (= Eruditi sapientia. Band 12). Aschendorff, Münster 2015, S. 421–431.
- „Die Seele ist symphonisch“ – Zur Bedeutung der Musik im Werk Hildegards von Bingen. In: Stefan Klöckner, Dominik Schneider, Ursula Wilhelm (Hrsg.): Symphoniae. Gesänge der Hildegard von Bingen. Vier-Türme-Verlag, Münsterschwarzach 2020, S. 17–35.
- „Und Gott hatte das Fleisch brennend lieb!“ Schöpfer, Schöpfung, Geschöpf bei Hildegard von Bingen. In: Spiritual Care, Ahead-of-Print 19. Oktober 2022. doi:10.1515/spircare-2022-0046